# 塞鯨
塞鯨為鬚鯨的一種，又名北须鲸，為世界上第三大鬚鯨，僅次於藍鯨與長鬚鯨。牠們分布在世界各地的海域，尤其是在遠離海岸的海洋深層。塞鯨傾向避開陽光與熱帶海域，每年夏季時從寒冷或兩極的海域遷移到溫帶海域，冬季則遷移到亞熱帶海域，雖然大部分區域的遷移路線尚未完全明朗。
塞鯨身長可以達到20公尺（66英尺），體重則可達到45公噸（50短噸）。估計每天需要900公斤的食物，主要是橈腳類動物與磷蝦，有時還包括其他的軟體動物。塞鯨的速度也是鯨魚中最快的，在短距離上可以達到每小時50公里（31英里或27節）的速度。「塞鯨」這個名稱是從挪威語的「sei」（青鱈）而來的，青鱈是種與塞鯨同時間出現在挪威海岸邊的魚類。
在19世紀後期至20世紀後期之間的大規模商業獵捕中，估計共有超過238,000條塞鯨被獵捕，而現在塞鯨已成為國際保育動物，雖然冰島與日本仍然有具有爭議的研究計劃在獵捕塞鯨。2006年時估計全球約有54,000條塞鯨，數量大約只剩大規模捕鯨活動前的5分之1。

## 分類學與命名

塞鲸与其它须鲸类近亲的系统发生树

塞鯨與其它鬚鯨類近親的系統發生樹

塞鯨最早是由法國自然學家雷納-普里莫弗勒·拉森（René-Primevère Lesson）在1828年所描述的，但是進一步的敘述則是由德裔的自然學家卡爾·魯道費（Karl Rudolphi）所完成的。所以塞鯨有時又稱為魯道費鯨、卢氏须鲸（Rudolphi's Rorqual）、波拉克鯨（Pollack Whale）、鱈鯨（Coalfish Whale）、沙丁魚鯨（Sardine Whale）與日本脊鰭鯨（Japan Finner）。
Sei這個字是從挪威語中的seje而來，那是一種鱈魚（青鱈），被當地的居民稱為波拉克（Pollock）。這是因為塞鯨與青鱈在相同的時間出現在挪威海岸邊，一起捕食浮游生物。塞鯨的種名borealis意義為北方。塞鯨在太平洋被稱為日本鯨（Japan Finner）。塞鯨則在日本被稱為沙丁魚鯨，因為塞鯨在太平洋被觀察到在捕食沙丁魚。
塞鯨屬於鬚鯨科，這個科包括藍鯨、大翅鯨、布氏鯨、長鬚鯨與小鬚鯨。鬚鯨在挪威語為röyrkval，意即「皺紋鯨魚」，這是因為鬚鯨嘴部內擁有一系列縱向的皺褶或溝紋，隨著身體下側延伸。鬚鯨科被認為是在中新世中期從鬚鯨演化出來的。 不過目前對於鬚鯨亞目中的幾個科是如何演化的所知不多。
目前確認塞鯨有兩個亞種——北方塞鯨（Balaenoptera borealis borealis）與南方塞鯨（Balaenoptera borealis schleglii）。這兩種塞鯨的分布範圍各自分開，並沒有重疊。

## 描述與行為
塞鯨為世界上第三大鬚鯨，僅次於藍鯨（可達到200公噸重）與長鬚鯨（可達到77公噸重）。塞鯨的成鯨身長一般為12至15公尺，體重可以達到20至30頓重。南塞鯨體型比北塞鯨大，而雌鯨被認為比雄鯨來的大。目前測量到最大的塞鯨為20公尺，重量介於40至45噸之間。除了冰島之外的最大標本，長度稍微超過16公尺。剛出生的幼鯨一般長度為4至5公尺。
塞鯨的身體顏色基本上是深鐵灰色，腹部為亮灰色的，而且有一些不規則的白色斑紋。塞鯨在身體下方擁有32至60條的縐褶或溝紋延著喉部伸展，讓牠們在覓食時可以將嘴部張開到最大。塞鯨的嘴部是尖的，鰭比起其他鯨魚顯得比較短，只占身體的9%至10%，而末端是較尖。牠們有一道隆起從嘴部的尖端延伸到一對鼻孔，這是鬚鯨獨特的特徵。
塞鯨的皮膚常有明顯的傷疤與坑洞，這是傷口復原後的痕跡。這些疤痕被認為是由橈足類節肢動物、八目鰻或雪茄鮫（cookiecutter shark）所造成的。牠們擁有高且呈鐮刀狀的背鰭，高度介於25至61公分，位於背部三分之二的地方。塞鯨的照相鑑定研究的範圍通常是在尾鰭、色素模式與疤痕。尾鰭則是厚與扁平的，比起身體相對較小的。

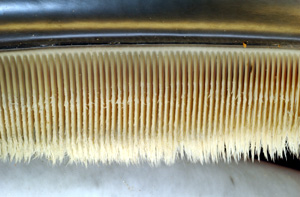
鯨鬚板的細節，它可以從海水中過濾出食物

塞鯨張開嘴巴吸進大量的海水，然後使用鯨鬚從水中攫取食物，最後將海水從鯨鬚排出，只留下食物在嘴裡。成鯨在嘴部上下兩邊皆有300至380片鯨鬚，每片長約48公分。每片鯨鬚是由類似指甲的角質所構成的，尖端則因為磨損而成為白色而尖細的毛，位於口部內側末端靠近舌頭的位置。這些非常細而堅硬的毛（大約0.1公厘）是分辨塞鯨與其他鬚鯨值得信賴的主要特徵。
塞鯨的外表類似其他大型的鬚鯨，分辨牠們與布氏鯨最好的方法是：布氏鯨在頭部背面有側脊，塞鯨並沒有這種特徵。而塞鯨與長鬚鯨是容易搞混的，不過長鬚鯨頭部的顏色是不均勻的，而且下顎的右邊是白色的，左邊則是灰色；塞鯨頭部上側在眼睛與頭部尖端之間有小型的隆起，長鬚鯨則相對是比較平坦的。
塞鯨通常獨自活動，或是最多6隻小群落一起活動。大群落則在特定的覓食場所出現。有關塞鯨的社會結構所知甚少，雄鯨與雌鯨可能組成一個團體，不過尚未有充分的研究來證實這個說法。
塞鯨游泳的速度是所有的鯨豚中最快的，在短距離上可以達到每小時50公里（31英哩）的速度。但是牠們並不擅長潛水，只能潛到比較淺的深度約5至15分鐘而已。在兩次潛水之間，塞鯨會貼近海水表面游泳幾分鐘，每隔40至60秒浮出水面呼吸，如果在清澈平靜的海面可以清楚的看見牠們的身影。與長鬚鯨不同的是，當塞鯨潛水時並不太會將尾鰭突出水面。塞鯨的鼻孔與背鰭通常會同時露出水面。牠們很少將尾鰭露出水面、躍起來拍打海面（躍身擊浪）或是跳出水面。

### 覓食

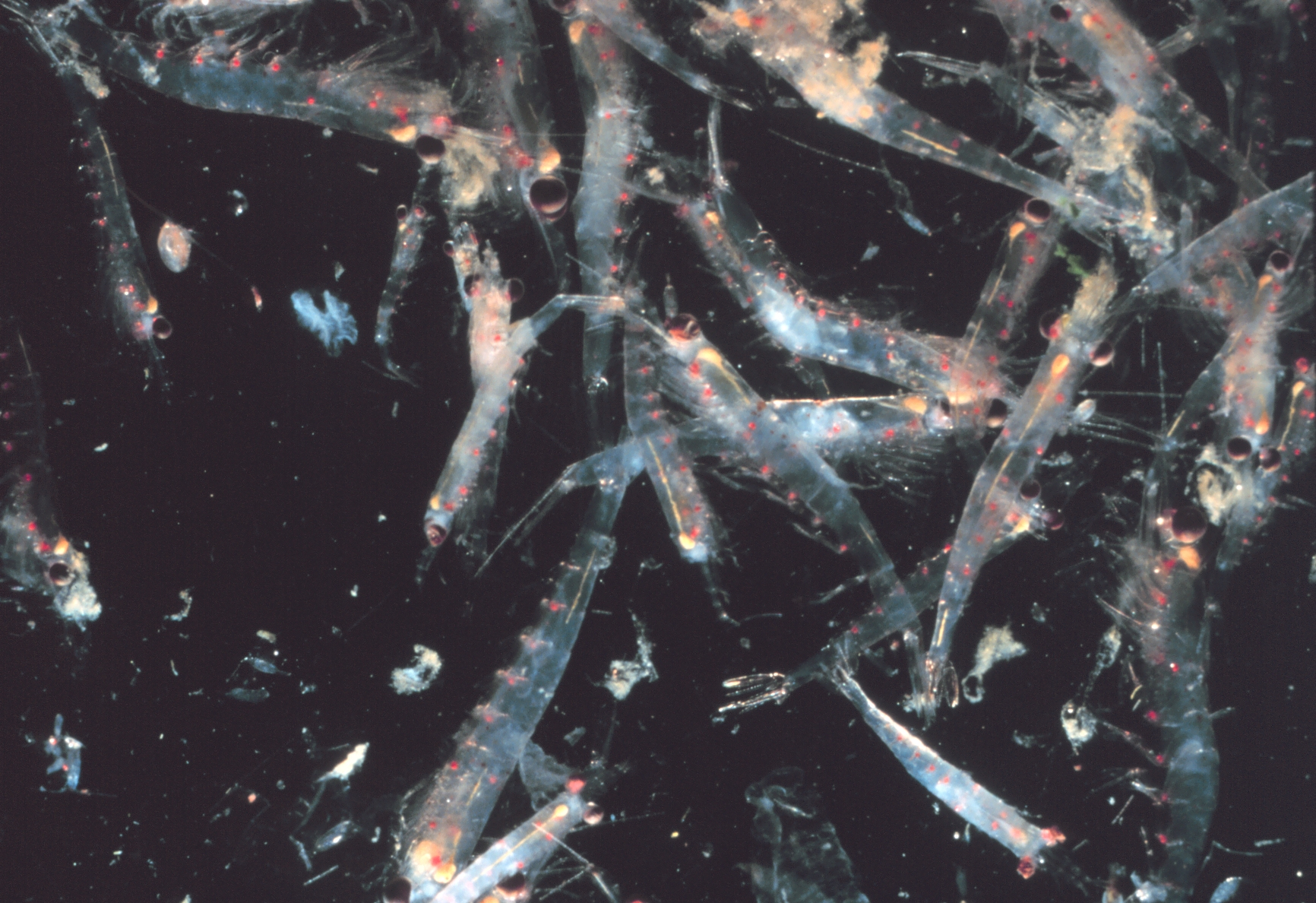
一群磷蝦，這種類似蝦的海洋動物是塞鯨的主要食物之一。

塞鯨在接近海水表面的地方覓食，一邊游泳一邊捕食大群的獵物，平均每天需要900公斤的食物。因為塞鯨的體型龐大，所以牠們以甲殼類或小魚這些食物鏈中的位置較底的生物作為食物就顯得令人注目。分析塞鯨的胃部與直接觀察塞鯨的覓食行為後，得知牠們比較喜歡以甲殼類為主食。這件事也可以從分析收集來的塞鯨糞便來得知，它的外觀類似褐色稀薄的雲，在水中出現。這些用網子收集的糞便與水中的DNA物質分離開來，而且與已知的物種來逐一確認。塞鯨與其他幾種生物來競爭的食物，包括了鯡魚、姥鯊與露脊鯨。
塞鯨在北大西洋主要以橈足類的哲水蚤目（Calanoida）為主食，特別是飛馬哲水蚤（Calanus finmarchicus）。第二喜愛的食物則是磷蝦，主要是北方磷蝦（Meganyctiphanes norvegica）與Thysanoessa inermis。在北太平洋則同樣以橈足類與磷蝦目動物（Euphausid）為食，包括Calanus cristatus、Calanus plumchrus、Calanus pacificus與磷蝦目的動物Euphausia pacifica、Thysanoessa inermis、Thysanoessa longipes與Thysanoessa spinifera。除此之外，牠們也喜歡捕食比較大型的生物，例如一種日本烏賊（Todarodes pacificus）與小型魚類，其中包括鯷魚（Engraulis）、秋刀魚屬（Cololabis） 、南美擬沙丁屬（Sardinops）與竹莢魚屬（Trachurus）等。這些魚類中有一些是含有重要的經濟價值的。在加州中部6月至8月間，觀察到塞鯨將鳳尾魚當成食物；9月至10月間則以太平洋磷蝦（Euphausia pacifica）為主食。塞鯨在南半球則以橈足類（Calanus tonsus、Calanus simillimus與Drepanopus pectinatus）與南極燐蝦（Euphausia superba）、Euphausia vallentini為食。

### 生命週期
塞鯨的交配發生在冬季的溫帶與亞熱帶地區，根據胎兒的成長模式，估計妊娠期約十個月又三個星期、11 1/4個月或1年。不同的妊娠期推測是因為目前無法觀察到完整懷孕過程，大部分有關鬚鯨生殖的資料是從商業捕鯨而來的，只單方面提供了胎兒的成長。研究人員試圖靠著測量與胎兒的物理特徵及新生鯨魚的比較來推算懷孕的時間。
新生的鯨魚會在6至9個月大時斷奶，當時身長約11至12公尺長，斷奶則發生在夏季或秋季的覓食海域。雌鯨每2至3年繁殖1次，最高紀錄為1次6隻，不過1次1隻是更普遍的。塞鯨的性成熟約8至10年，雄鯨約12公尺，雌鯨則為13公尺。塞鯨可以活到65歲。

## 發聲
就像其它鯨魚一樣，塞鯨也會發出響亮的長低頻率的聲音。對塞鯨發出的特定叫聲則所知較少，但是在2003年觀察到牠們在南極半島外海會發出多頻率的聲音，被形容是咆哮或嘶嘶聲。許多塞鯨的叫聲包括許多部分，每個部分頻率相異。這個複合體被視為分辨塞鯨的叫聲與其他鯨魚的叫聲的關鍵特徵。大部分的叫聲大約持續半秒，頻率界於240－625赫茲之間，在這個範圍內的聲音大部份的人類都可以聽見。在1帕斯卡且距離1公尺的情況下，這些叫聲最高約達156分貝。

## 棲息與遷移

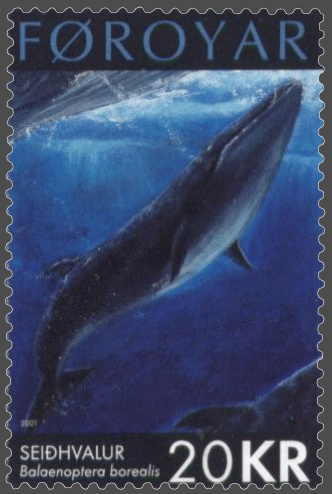
法羅群島郵票上塞鯨的圖繪，於2001年9月17日發行。

人們可以在世界各地看到塞鯨的蹤影，雖然牠們很少出現在極地或熱帶海域中。想要在海中分辨出塞鯨與布氏鯨是困難的，特別是布氏鯨在溫暖的海域中是最常見的，而在一些情況下，長鬚鯨也會造成誤認，因為分布的範圍與出現的頻率。
塞鯨在北大西洋東岸的分布範圍從南歐或北非延伸到挪威，在北大西洋西岸，則從美國南部延伸到格陵蘭，目前最南端的確定紀錄是沿著墨西哥灣北岸與大安地列斯群島。在塞鯨的分布範圍中，牠們會試圖避開半封閉的海域，例如墨西哥灣、聖羅倫斯灣、哈得孫灣、北海與地中海。塞鯨在深海中佔有優勢，不過更常出現在大陸棚、沿岸之間的盆地或海底峽谷（Submarine canyon）。
在北太平洋，塞鯨冬天時會出現在北緯20°–23°，夏季時則是在北緯35°–50°之間出沒。棲息在北太平洋的塞鯨大約有75%可以在國際日期變更線東邊觀察到，不過關於牠們在北太平洋整體分布的資料則是嚴重缺乏。兩條塞鯨在加利福尼亞州附近的深海被作上標記，後來牠們在華盛頓州與英屬哥倫比亞附近海域被發現，顯示塞鯨在這些區域可能的移動路徑，但是缺乏其他標記回收的資料使得這2個案例沒有決定性。根據歷史上的獵捕紀錄，塞鯨在南半球夏季時分布在南緯40°–50°之間，冬季的分布則範圍是未知的。
大體來說，塞鯨每年夏季從寒冷與副極地的海域開始移動，等到冬季時牠們會遷徙到溫暖的副熱帶的海域，這裡的食物更加充足。在西北大西洋，根據目擊與獵捕紀錄顯示，塞鯨在7月中旬到下旬間會沿著礁石邊緣往北移動到喬治沙洲（Georges Bank）、緬因灣東北海溝與布魯斯沙洲（Browns Bank）地區。牠們在8月與9月時會出現在紐芬蘭南岸的海域，從9月中旬到11月中旬沿著新斯科細亞的沙洲往南方與西方移動，來開始向南遷徙。拉布拉多海的塞鯨在6月的第一個禮拜可能會進一步往北移動到格陵蘭西南部的海域。在東北大西洋，塞鯨在冬季時會遷移到西非，然後在春天時沿著大陸坡往北移動。巨大雌鯨領導的往北遷移比起其他的階級與性別更加可靠，牠們會比較早抵達丹麥海峽（大約在7月中旬抵達），然後直到9月中旬為止都待在這裡。在這幾年當中，雄鯨與年輕的雌鯨在夏季時仍然會停留在較低的緯度。
儘管知道塞鯨大概的遷移模式，但是確切的移動路徑是未知的，而且科學家無法真正預測出塞鯨族群在不同年份中將會出現在哪裡。人們可能在某一年在一個特定的地點可以看到許多塞鯨聚集，但是在接下來的幾年中，反而可能看不到任何鯨魚的蹤跡。F.O.卡彭注意到格陵蘭西部塞鯨出現的頻率與注入這個地區的北大西洋洋流的出現有關。從塞鯨得到的標記資料中有一些跡象顯示塞鯨個體每年會返回到冰島近海。

## 捕鯨

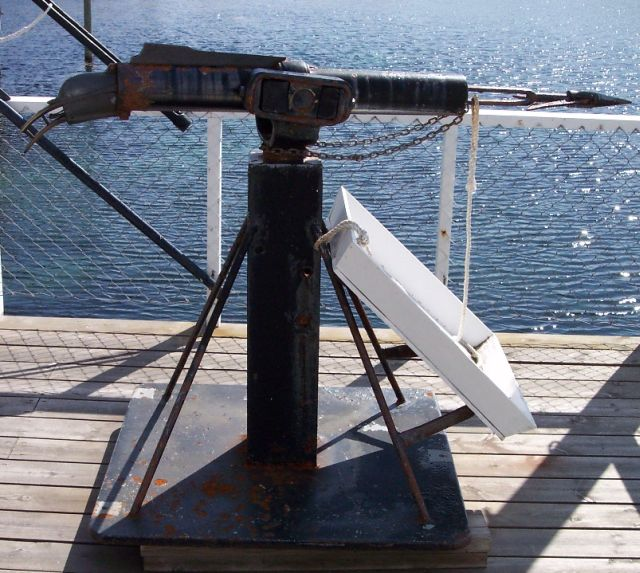
一具捕鯨魚叉

19世紀末期爆炸性魚叉與蒸汽動力的捕鯨船的發展，讓以前無法獵捕的大型鯨魚可以成為商業捕鯨的目標。因為塞鯨可以快速的移動與躲避，而且從牠們身上獲得的油與肉比起其他大型鯨魚來的少，所以塞鯨原先並沒有遭到計畫性的獵殺。不過當露脊鯨、藍鯨、長鬚鯨與大翅鯨這些更有吸引力的商業捕鯨目標的數量減少後，塞鯨於是成為最被注意的獵捕目標，特別是在1950年代至1970年代之間。

### 北大西洋
總共有14,295條塞鯨在1885年至1984年間在北大西洋被獵捕，牠們開始在19世紀末與20世紀初於挪威與蘇格蘭海域被大量的獵捕，單單在1885年就有700條塞鯨在挪威的芬馬克被獵殺。塞鯨肉在挪威是受歡迎的食物，它的價格使得在20世紀初期時獵殺這種難以捕捉的鯨魚在商業上是可行的。
冰島的Hvalfjörður捕鯨站在1948年至1985年間總共捕獲了2,574條塞鯨。在1960年代末或1970年代初，塞鯨成為冰島捕鯨業的第2大目標，僅次於長鬚鯨。而且因為高級肉類的需求超過鯨油，所以塞鯨曾經是捕鯨業最主要的目標。
少量的塞鯨於1920年代開始被伊比利半島的西班牙捕鯨者所獵捕，加拿大捕鯨者也在1960年代末至1970年代初於新斯科細亞獵捕塞鯨，而挪威與丹麥捕鯨業者則從1920年代到1950年代於格陵蘭西部沿海獵捕這種鯨魚。

### 北太平洋
在1910年1975年間的北太平洋，有紀錄的獵捕塞鯨的總數是72,215條，大部分是在1947年後被獵殺的。日本與南韓的工廠在1911年至1955年間，每年處理300到600條塞鯨。日本在1959年獵捕了1,340條塞鯨，達到歷史顛峰。北太平洋的遠洋捕鯨業在1960年代早期開始大量的獵捕塞鯨，從1963年至1974年間，總共有43,719條遭到獵殺，平均每年3,643條（最高的一年為6,053條，最低的一年則為1,280條）。 在一個大量獵捕的十年後，日本海域的塞鯨於1971年已經減少許多。而西太平洋的商業捕鯨則在1975年結束。
在北美洲海域，加拿大英屬哥倫比亞的近海地區則從1950年代晚期至1960年代中期之間進行獵捕塞鯨的活動，後來造成牠們每年被捕的數量下降到大約只有14條。總共有超過2,000條塞鯨於1962年至1967年間在英屬哥倫比亞被獵殺。在1957年至1971年間，加利福尼亞州的捕鯨站處理了386條塞鯨。北太平洋東部的商業獵捕塞鯨的行動則在1971年結束。

### 南半球
從1910年至1979年間，總共有152,233條塞鯨在南半球被捕獲。原本在南冰洋的捕鯨活動是以大翅鯨為目標。在1913年之後，大翅鯨的數量變得稀少，所以長鬚鯨與藍鯨被獵捕的數量開始增加。當這一些鯨魚的數量同樣變得稀少之後，塞鯨在1950年代末與1960年代初被獵捕的數量快速的增加。獵捕塞鯨在1964年達到巔峰，當年總共有超過20,000條塞鯨被獵殺，但是在1976年時，數量已經下降到2,000條以下，並且在1977年結束商業捕鯨。

### 國際保育

國際捕鯨委員會的成員（藍色地區）

塞鯨在1970年才在國際上刻意受到保護，當時國際捕鯨委員會開始在北太平洋設定捕鯨數量的限額。在這之前，能夠限制捕鯨數量的只有他們的能力。塞鯨在北太平洋免於商業捕鯨的威脅，得到完全的保護是在1976年，而北大西洋的捕鯨限額則從1977年開始實施。面對越來越多證據顯示，幾種鯨魚在全球都受到絕種的威脅，國際捕鯨委員會在1986年投票決定中止商業捕鯨，在這個時候所有合法獵捕塞鯨的活動全都停止了。
1970年代末期，有一些「海盜」捕鯨活動發生在北大西洋。並沒有直接的證據顯示北太平洋有非法的捕鯨活動，雖然蘇聯的捕鯨資料公認是錯誤的，這意味著捕鯨的資料並不是可以完全信賴的。
2000年時，塞鯨仍然名列在世界自然保護聯盟瀕危物種紅色名錄上，被列為瀕危物種。塞鯨在北半球的數量則名列瀕臨絕種野生動植物國際貿易公約的附錄二中，意味著牠們雖然沒有立即的滅絕危機，但是沒有管制交易情況的話，可能會面臨滅絕。在南半球則名列瀕臨絕種野生動植物國際貿易公約的附錄一中，表示牠們沒有禁止交易，將會滅絕。
塞鯨是中国国家重点保护动物二级保护动物。

### 保育後的捕鯨
自從商業捕鯨終止之後，冰島與日本曾經以國際捕鯨委員會的科學研究計畫的名義來獵捕一些塞鯨。冰島在1986年至1989年間進行4年的科學性捕鯨，每年獵捕了40隻塞鯨。
日本的科學家為了科學目的，每年獵殺約50隻塞鯨，而這些研究是由東京的日本鯨類研究所所管理的，這是一個私人的非營利組織。這些研究的主要重點是在測試塞鯨以什麼為食及確定牠們與漁業之間競爭的程度。日本鯨類研究所的所長小澤博士說「估計塞鯨消耗的海洋資源約人類所消耗的3至5倍，所以我們的研究對提升海洋資源的管理提供了富有價值的資料。」他後來又補充說「…塞鯨是西北太平洋中數量第2多的鯨魚，估計超過28,000隻。很明顯的，塞鯨並非是臨危物種。」
例如世界自然基金會的保育團體對於這項研究的必要性有所爭論，認為塞鯨已知主要是以烏賊與人類不會捕捉的浮游生物為食，只有很小的部分是魚類。他們說這研究「只是一個設計去維持商業捕鯨船隊，並且要讓鯨魚成為人類過度消耗魚類資源的代罪羔羊。」這項科學研究位於科學捕鯨計畫中被批評是非常粗糙的，2001年的世界自然基金會科學委員會的會議中，32位科學家提交一份表格，表達他們對於這項日本研究計畫是缺乏科學精確，並且可能達不到廣泛的使用在科學界的同行評審的最低標準的看法。

## 數量估計
目前塞鯨的全球數量估計只有54,000條，大約只有商業捕鯨前的15%。一份1991年於北大西洋進行的研究顯示這個區域僅有 4,000條。這項研究採用的是一個通用的計算方法，稱為單位努力捕獲量（catch per unit effort,CPUE），試圖根據在特定單位時間內，努力捕獲的數量或重量來估計物種的總數量。這個方法在科學界遭到批評，而且不被認為是一個豐富的科學指引。據說在1960年代至1970年代早期，挪威近海的塞鯨已經相當稀少，因為這個區域在19世紀末到第二次世界大戰間有大量的塞鯨被獵捕。對於鯨魚消失一個可能的解釋是由於過度的濫捕，而另一個解釋則是：因為橈足類的數量於1960年代末在東北大西洋大幅的減少，導致塞鯨分布範圍的改變。1987年在丹麥海峽的調查發現了1,290條塞鯨，在1989年則有1,590條。新斯科細亞外海的塞鯨估計在1,393條與2,248條之間，估計的下限為870條。
一份1977年根據捉放法與CPUE資料的研究估計塞鯨在太平洋地區有9,110條。日本捕鯨業則對這個數字有所質疑，認為這是過時的資料，他們在2002年時宣布西北大西洋有超過28,000條塞鯨棲息，不過這個數字不被科學界所接受。在加利福尼亞州海域，從1991年至1993年間，經由航空與船隻的調查顯示只有1件確定及5件可能的目擊報告，而且在奧勒岡州與華盛頓州沒有任何目擊報告。在商業捕鯨活動之前，北太平洋估計有42,000條塞鯨棲息。在捕鯨活動於1974年結束時，塞鯨在北太平洋的數量下降到7,260條至12,620條之間。
根據在南冰洋進行的捉放法及CPUE的結果，塞鯨在南半球的數量估計界於9,800與12,000條之間。根據1978年至 1988年間的調查，國際捕鯨委員會的報告估計有9,718條塞鯨。在商業捕鯨活動開始之前，估計有65,000條塞鯨生存於南半球。

## 外部連結
- 鯨豚保育協會（Whale and Dolphin Conservation Society） （页面存档备份，存于）
- ARKive - 塞鯨的照片與影片
- 世界自然保護聯盟瀕危物種紅色名錄 （页面存档备份，存于）